# Miss Mondo 1962
Miss Mondo 1962, la dodicesima edizione di Miss Mondo, si è tenuta l'8 novembre 1962, presso il Lyceum Theatre di Londra. Il concorso è stato presentato da Michael Aspel. Catharina Lodders, rappresentante dei Paesi Bassi è stata incoronata Miss Mondo 1962.

## Risultati
| Risultato finale | Concorrente |
| ---------------- | --- |
| Miss Mondo 1962  | - Paesi Bassi - Catharina Johanna Lodders |
| 2ª classificata  | - Finlandia - Kaarina Marita Leskinen |
| 3ª classificata  | - Francia - Monique Lemaire |
| 4ª classificata  | - Sudafrica - Yvonne Maryann Ficker |
| 5ª classificata  | - Giappone - Teruko Ikeda |
| Finaliste        | - Belgio - Christine Delit - Danimarca - Rikke Stisager - Stati Uniti - Amadee Chabot |
| Semifinaliste    | - Argentina - Maria Amalia Ramírez - Giamaica - Chriss Leon - India - Ferial Karim - Israele - Ilana Porat - Regno Unito - Jackie White - Uruguay - Maria Noel Genouese - Venezuela - Betzabeth Franco Blanco |

## Concorrenti
- Argentina - Maria Amalia Ramirez
- Austria - Inge Jaklin
- Belgio - Christine Delit
- Brasile - Vera Lúzia Saba
- Canada - Marlene Leeson
- Cipro - Magda Michailides
- Corea del Sud - Chung Tae-ja
- Danimarca -  Rikki Stisager
- Ecuador - Elaine Ortega Hougen
- Finlandia - Kaarina Marita Leskinen
- Francia - Monique Lemaire
- Germania - Anita Steffen
- Giamaica - Chriss Leon
- Giappone - Teruko Ikeda
- Giordania - Leila Emile Khadder
- Grecia - Glasmine Moraitou
- India - Ferial Karim
- Irlanda - Muriel O'Hanlon
- Islanda - Rannveig Ólafsdóttir
- Israele - Ilana Porat
- Italia - Raffaella De Carolis
- Lussemburgo - Brita Gerson
- Nuova Zelanda - Maureen Te Rangi Rere I Waho Kingi
- Paesi Bassi - Catharina Johanna Lodders
- Portogallo - Palmira Ferreira
- Regno Unito - Jackie White
- Spagna - Conchita Roig Urpi
- Stati Uniti -  Amadee Chabot
- Sudafrica - Yvonne Maryann Ficker
- Svezia - Margaretha Palin
- Taiwan - Roxsana L.S. Chiang
- Uruguay -  Maria Noel Genouese
- Venezuela - Betzabeth Franco Blanco

### Nazioni non partecipanti
- Bolivia - Rosemarie Lederer Aguilera (mai arrivata)
- Paraguay - Maria Isabel Maas Uhl (mai arrivata)
- Rep. Dominicana - Carolina Nouel (ritirata)
- Turchia (si è sposata prima del concorso)